# Goniothalamus velutinus
Goniothalamus velutinus är en kirimojaväxtart som beskrevs av Airy Shaw. Goniothalamus velutinus ingår i släktet Goniothalamus och familjen kirimojaväxter. Inga underarter finns listade i Catalogue of Life.